# هوانغ إي
هوانغ إي (بالإنجليزية: Huang E)‏ (1498 - 1596)؛ كاتِبة وشاعرة .